# 杨庄镇 (三河市)
杨庄镇，是中华人民共和国河北省廊坊市三河市下辖的一个乡镇级行政单位。

## 行政区划
杨庄镇下辖以下地区：
闵各庄村、王附马村、小闫各庄村、武公庄村、杨庄村、李各庄村、肖庄子村、尚店村、大窝头村、小窝头村、大王各庄村、小王各庄村、侯各庄村、鲍各庄村、不老淀村、中门辛村、小营村、泗河村、侯庄户村、夏庄村、周家庄村、任官庄村、霍各庄村、韩各庄村、北寨村、小康庄村、大曹庄村、范港村、尹辛庄村、商庄子村、安家庄村、后丞相村、赵各庄村、付各庄村、辛军屯村和付辛庄村。